# Provita
Provita, es una ONG ambientalista fundada en febrero de 1987 en Venezuela. La misión de Provita es desarrollar soluciones socioambientales innovadoras para conservar la naturaleza. Su trabajo se fundamenta en los valores de excelencia, innovación y colaboración.

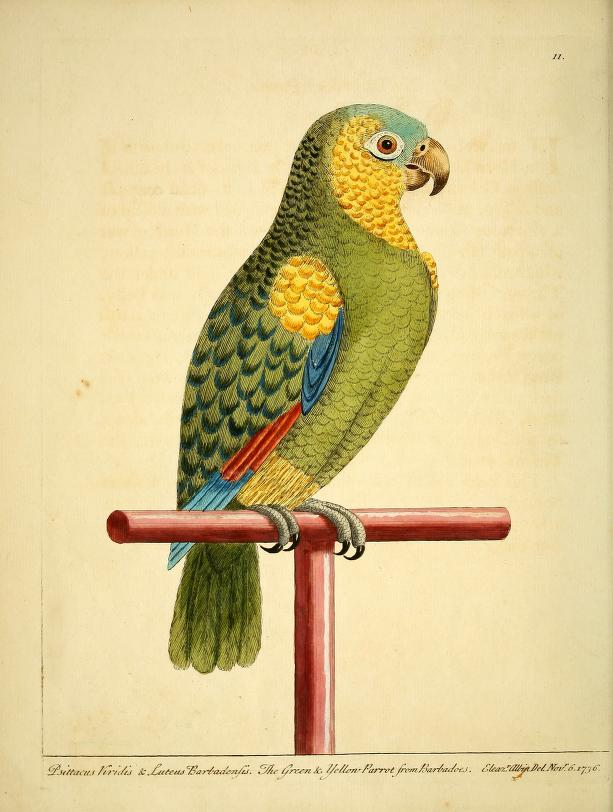
Primera ilustración de la Cotorra Margariteña (Amazona barbadensis)

Está registrada como una Asociación Civil Sin Fines de Lucro, y surgió como una iniciativa de estudiantes de biología de la Universidad Central de Venezuela con la idea de combatir la pérdida de la valiosa biodiversidad de Venezuela, y combinar el desarrollo del ser humano con la conservación de la naturaleza.
Provita es aliado de la Unión Internacional para la Conservación de la Naturaleza (UICN), de EcoHealth Alliance y de World Land Trust, y ha publicado más de 50 artículos científicos en revistas especializadas y congresos, más de 70 artículos divulgativos en revistas dirigidas al público en general y ha editado 17 libros.

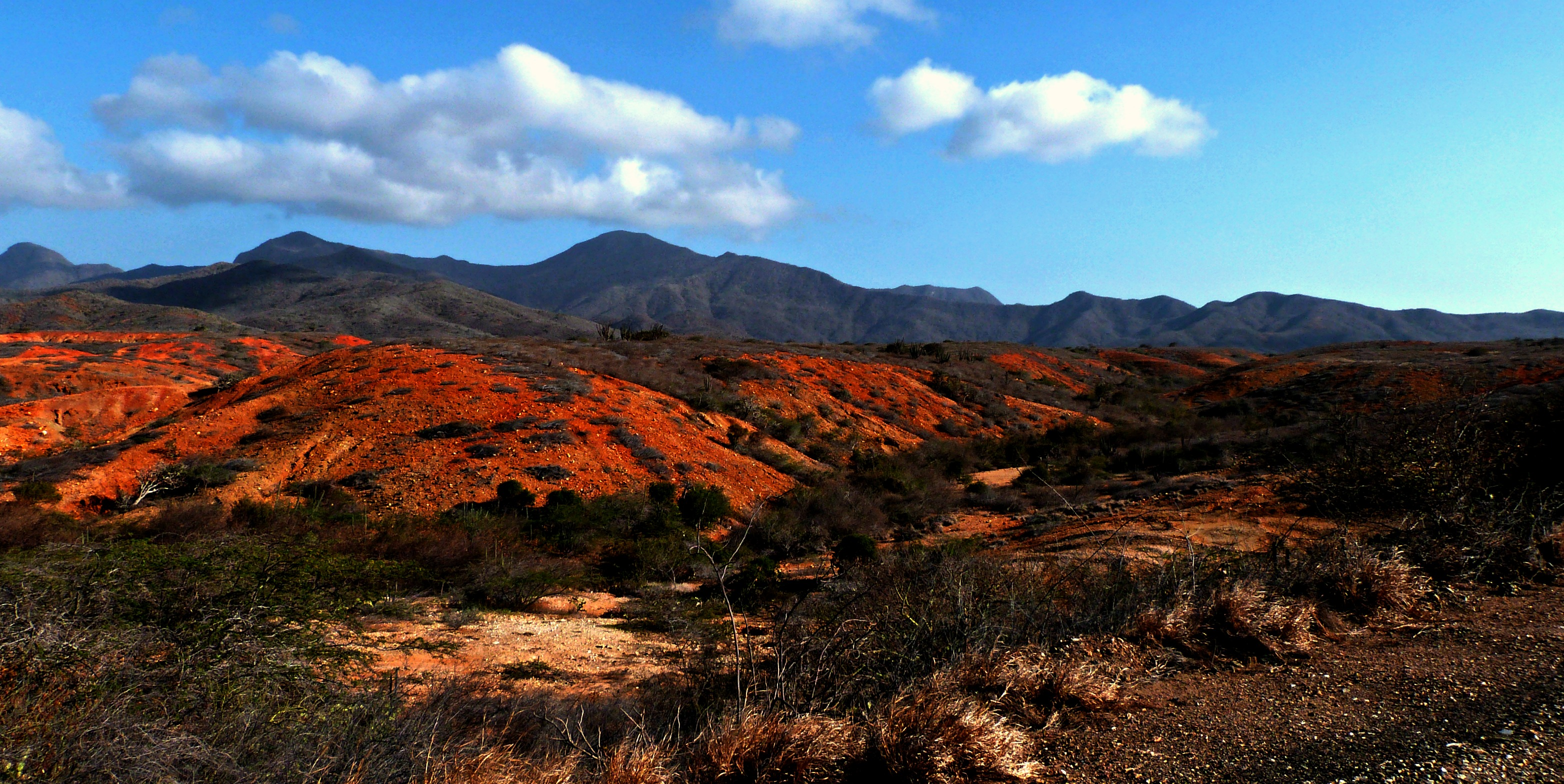
Macanao

Gran parte del trabajo de Provita se ha enfocado en proteger a las especies venezolanas amenazadas de extinción. Además de editar el Libro Rojo de la Fauna de Venezuela, ha trabajado durante años en la recuperación de la Cotorra Margariteña, para lo cual opera una sede en la península de Macanao en la isla de Margarita. Actualmente también coordina proyectos para la conservación del Cardenalito venezolano.

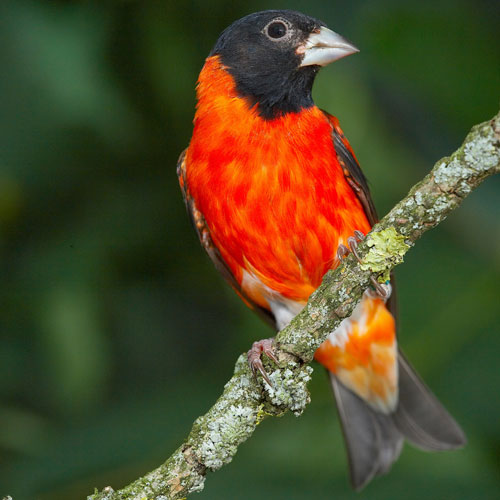
Macho del Cardenalito (Carduelis cucullata)

## Organización
- Presidente: Jon Paul Rodríguez
- Directora ejecutiva: Bibiana Sucre[5]